# The Depths
Pour plus de détails, voir Fiche technique et Distribution.
The Depths est un film japonais réalisé par Ryūsuke Hamaguchi sorti en 2010. Coproduit par l'université des Arts de Tokyo et la Korean Academy of Films Arts (KAFA), c'est le premier long-métrage de fiction du cinéaste réalisé après Passion, son film de fin d'études. L'intrigue traite de thèmes peu abordés dans la filmographie de Ryūsuke Hamaguchi comme l'homosexualité et la prostitution masculine. 
Bien que le film n'ait pas fait l'objet de sortie officielle en France, il a été projeté accompagné de sous-titres français lors de diverses rétrospectives consacrée à l'œuvre de Ryūsuke Hamaguchi : notamment le 16 octobre 2018 à l'École normale supérieure de Lyon et le 5 septembre 2019 à la Maison de la culture du Japon à Paris.

## Synopsis
Bae-hwan, photographe sud-coréen, fait la rencontre de Ryu, un jeune gigolo japonais qui le fascine. Il décide d'en faire son modèle...

## Fiche technique
(source : eiga.com et générique du film)
- Titre : The Depths[4]
- Réalisation : Ryūsuke Hamaguchi
- Scénario : Ryūsuke Hamaguchi et Kōta Ōura
- Assistant réalisateur : Takeo Kikushi (1er assistant), Daisuke Hasebe, Kenta Matsuo
- Directeur de la photographie : Gunyoung Kay Yang[6]
- Musique : Hiroyuki Nagashima
- Montage : Azusa Yamazaki
- Costumes : Fuminori Usui
- Pays de production :  Japon,  Corée du Sud et  Allemagne
- Langues originales : japonais, coréen et anglais
- Format : couleurs - 2,35:1
- Genre : drame
- Durée : 121 minutes
- Date de sortie :
  - Japon : 24 novembre 2010 (Tokyo Filmex 2010[7]) - 28 juillet 2012 (à l'occasion d'une rétrospective sur le cinéaste à Tokyo[8])
  - Corée du Sud : 17 mars 2011[9]

## Distribution
(source : eiga.com et générique du film)
- Kim Min-jun : Bae-hwan
- Hoshi Ishida : Ryu
- Park So-hee : Gil-Su
- Ryotaro Yonemura : Kimura